# Lasioglossum andrewsi
Lasioglossum andrewsi là một loài Hymenoptera trong họ Halictidae. Loài này được W. F. Kirby mô tả khoa học năm 1900.

## Hình ảnh

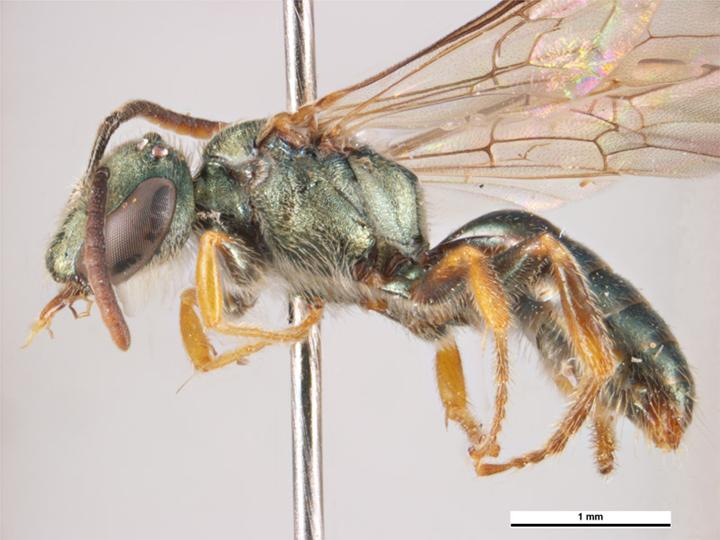